# 千歳警察署
千歳警察署（ちとせけいさつしょ）は、北海道警察本部が管轄する札幌方面の警察署の一つである。

## 所在地
- 北海道千歳市東雲町5丁目61

## 管轄区域
- 千歳市
- 恵庭市

## 沿革
- 1892年7月 札幌警察署（現札幌方面中央警察署）千歳巡査駐在所として設置される。
- 1939年11月 札幌警察署千歳警部補派出所に昇格する。
- 1948年3月 自治体警察として千歳町警察署が発足する。
- 1953年1月 千歳町警察署が廃止され、国家地方警察札幌方面千歳地区警察署となる。
- 1954年
  - 7月1日 警察法の改正により北海道警察が発足するも組織体制が整わないため、暫定措置として北海道札幌方面千歳地区警察署となる。
  - 8月31日 組織体制が整ったため北海道札幌方面千歳警察署となる

## 組織
- 署長（警視）
- 副署長（警視）
  - 警務課（警務係、犯罪被害者支援係、相談係）
  - 会計課（会計係）
  - 留置管理課（管理係）
- 刑事・生活安全官（警視）
  - 刑事第一課（強行犯係、鑑識係）
  - 刑事第ニ課（知能犯係、組織犯罪対策係、薬物銃器対策係）
  - 刑事第三課（指導係、盗犯係）
  - 生活安全課（生活安全係、少年係、生活経済・保安係、許可係）
- 地域・交通官（警視）
  - 地域課（企画係、実務指導係、地域係、自動車警ら係）
  - 交通第一課（企画・規制係、指導係）
  - 交通第ニ課（捜査係）
- 警備課（公安係、外事係、警備係）

## 交番・駐在所
括弧内は所在地を表す。

### 千歳市
- 駅前交番（千歳市千代田町7-10-2）
- 向陽台交番（千歳市里美2-17-1）
- 新富交番（千歳市信濃2-33-3）
- 住吉交番（千歳市住吉1-13-8）
- 本町交番（千歳市本町4-7-13）
- 泉郷駐在所（千歳市泉郷121-12）
- 支笏湖駐在所（千歳市支笏湖温泉）
- 空港警備派出所（千歳市美々 新千歳空港旅客ターミナルビル内）- 所長は警視

### 恵庭市
- 恵庭交番（恵庭市有明町5-1-7）- 交番所長は警視
- 恵み野交番（恵庭市恵み野西1-23-6）
- 恵庭駅前交番（恵庭市相生町1-30）
- 島松駐在所（恵庭市島松本町1-7-15）

## 補足
- 2011年3月、各課を統合し課長に警視を充てその下に警部の統括官を配置。
- 2012年より各課の統括官を課長代理に改称した。
- 2013年度より各課の課長に警部を充て、新たに管理官級ポスト設け警視を充てた。
- 2018年度より管内の盗犯事案多発より刑事第三課を新設された。

## 取扱事件
- 恵庭OL殺人事件